# 5 tháng 3
Ngày 5 tháng 3 là ngày thứ 64 (65 trong năm nhuận) trong lịch Gregory. Còn 301 ngày trong năm.

## Sự kiện
- 1496 – Quốc vương Anh Henry VII ban giấy ủy quyền cho Giovanni Caboto và các con trai đi khám phá các vùng đất chưa được biết đến.
- 1616 - Cuốn sách De revolutionibus orbium coelestium của Nicolaus Copernicus, miêu tả thuyết nhật tâm của ông về hệ Mặt Trời, bị Giáo hội Công giáo Rôma cấm phát hành.
- 1824 – Chiến tranh Anh–Miến thứ nhất: Anh chính thức tuyên chiến với Miến Điện.
- 1930 – Nguyễn Ái Quốc viết "Báo cáo gửi Quốc tế Cộng sản về phong trào cách mạng ở An Nam" (viết bằng tiếng Anh) trình bày theo quan điểm lịch sử phong trào chống thực dân Pháp qua những thời kỳ.
- 1936 – Máy bay tiêm kích Supermarine Spitfire của Anh Quốc tiến hành chuyến bay đầu tiên từ Sân bay Eastleigh.
- 1940 – Bốn thành viên của Bộ chính trị Đảng Cộng sản Liên Xô ký một sắc lệnh hành quyết 25.700 "phần tử dân tộc chủ nghĩa và phản cách mạng" Ba Lan đang bị Liên Xô giam giữ tại các trại và các nhà tù tại vùng phía Tây Ukraina và Belarus.
- 1943 – Chuyến bay đầu tiên của Gloster Meteor, máy bay tiêm kích phản lực đầu tiên của Anh.
- 1944 – Chiến tranh thế giới thứ hai: Hồng quân Liên Xô mở màn Chiến dịch tấn công Uman-Botoşani chống quân Đức-Romania ở tây bộ Ukraina.
- 1946 – Thủ tướng Anh Quốc Winston Churchill sử dụng cụm từ "Bức màn sắt" trong bài phát biểu của ông tại Westminster College, Missouri, Hoa Kỳ.
- 1958 – Chính phủ Trung Quốc thành lập Khu tự trị dân tộc Choang Quảng Tây trên cơ sở tỉnh Quảng Tây trước đó.
- 1960 – Nhà nhiếp ảnh Alberto Korda chụp bức ảnh có tính hình tượng về nhà cách mạng Marxist Che Guevara.
- 1966 – Chuyến bay 911 của BOAC đâm vào núi Phú Sĩ, Nhật Bản, khiến toàn bộ 124 người trên khoang thiệt mạng.
- 1970 – Hiệp ước không phổ biến vũ khí hạt nhân có hiệu lực sau khi được 43 quốc gia phê chuẩn.
- 1982 – Tàu thăm dò không gian Venera 14 của Liên Xô đổ bộ lên Sao Kim.

## Sinh
- 1575 – William Oughtred, nhà toán học người Anh (m. 1660)
- 1693 – Johann Jakob Wettstein, nhà thần học Thụy Sĩ (m. 1754)
- 1696 – Giovanni Battista Tiepolo, họa sĩ người Ý (m. 1770)
- 1703 – Vasily Kirillovich Trediakovsky, nhà thơ người Nga (m. 1768)
- 1748
  - Jonas C. Dryander, nhà thực vật học người Thụy Điển (m. 1810)
  - William Shield, nhạc sĩ người Anh (m. 1829)
- 1750 – Jean–Baptiste Gaspard d'Ansse de Villoison, nhà học giả kinh điển người Pháp (m. 1805)
- 1794 – Jacques Babinet, nhà vật lý người Pháp (m. 1872)
- 1814 – Wilhelm von Giesebrecht, sử gia người Đức (m. 1889)
- 1815 – John Wentworth, chính khách người Mỹ (m. 1888)
- 1817 – Austen Henry Layard, nhà khảo cổ người Anh (m. 1894)
- 1819 – Nguyễn Phúc Miên Thủ, tước phong Hàm Thuận công, hoàng tử con vua Minh Mạng (m. 1859)
- 1853 – Howard Pyle, tác gia, người minh họa người Mỹ (m. 1911)
- 1867 – Louis–Alexandre Taschereau, Quebec thủ tướng (m. 1952)
- 1869 – Michael von Faulhaber, giáo chủ hồng y, tổng giám mục người Đức (m. 1952)
- 1870 – Frank Norris, nhà văn người Mỹ (m. 1902)
- 1874 – Henry Travers, diễn viên người Anh (m. 1965)
- 1879 – Sir William Beveridge, nhà kinh tế học người Anh (m. 1963)
- 1887 – Heitor Villa–Lobos, nhà soạn nhạc người Brasil (m. 1959)
- 1897 – Set Persson, nhà cộng sản chính khách người Thụy Điển (m. 1960)
- 1898 – Zhou Enlai, Trung Quốc thủ tướng (m. 1976)
- 1904 – Karl Rahner, nhà thần học người Đức (m. 1984)
- 1908
  - Irving Fiske, nhà văn, nhà soạn kịch người Mỹ (m. 1990)
  - Sir Rex Harrison, diễn viên người Anh (m. 1990)
- 1915 – Laurent Schwartz, nhà toán học người Pháp (m. 2002)
- 1918 – James Tobin, nhà kinh tế học, giải thưởng Nobel người Mỹ (m. 2002)
- 1920 – Virginia Christine, nữ diễn viên người Mỹ (m. 1996)
- 1921 – Elmer Valo, vận động viên bóng chày người Mỹ (m. 1998)
- 1922 – Pier Paolo Pasolini, nhà văn, đạo diễn phim người Ý (m. 1975)
- 1923 – Laurence Tisch, nhà đầu tư người Mỹ
- 1924 – Nguyễn Văn Tý, nhạc sĩ Việt Nam (m. 2019)
- 1927 – Jack Cassidy, diễn viên người Mỹ (m. 1976)
- 1929 – Erik Carlsson, người đua xe người Thụy Điển
- 1930 – Del Crandall, vận động viên bóng chày người Mỹ
- 1932 – Đỗ Văn An, Chuẩn tướng Quân lực Việt Nam Cộng hòa (m.1972)
- 1933
  - Lê Minh Đảo, Thiếu Tướng Quân lực Việt Nam Cộng hòa
  - Tommy Tucker, nhạc blues ca sĩ, nghệ sĩ dương cầm người Mỹ (m. 1982)
- 1934
  - Daniel Kahneman, nhà kinh tế học, giải thưởng Nobel người Israel
  - James B. Sikking, diễn viên người Mỹ
  - Gioan Baotixita Phạm Minh Mẫn – Hồng y, nguyên Tổng giám mục Tổng giáo phận Thành phố Hồ Chí Minh, người Việt Nam
- 1936
  - Canaan Banana, tổng thống Zimbabwe đầu tiên (m. 2003)
  - Dean Stockwell, diễn viên người Mỹ
- 1937 – Olusẹgun Ọbasanjọ, tổng thống Nigeria
- 1938
  - Paul Evans, ca sĩ, người sáng tác bài hát người Mỹ
  - Fred Williamson, cầu thủ bóng đá, diễn viên người Mỹ
- 1939
  - Samantha Eggar, nữ diễn viên người Anh
  - Peter Woodcock, kẻ giết người hàng loạt người Canada
  - Pierre Wynants, vua đầu bếp người Bỉ
- 1940 – Malcolm Hebden, diễn viên người Anh
- 1942 – Felipe González, thủ tướng Tây Ban Nha
- 1943 – Billy Backus, võ sĩ quyền Anh người Mỹ
- 1946 – Murray Head, diễn viên, ca sĩ người Anh
- 1947
  - Eddie Hodges, diễn viên, ca sĩ người Mỹ
  - Clodagh Rodgers, ca sĩ người Ireland
  - Kent Tekulve, vận động viên bóng chày người Mỹ
- 1948
  - Eddy Grant, ca sĩ người Guyana
  - Elaine Paige, ca sĩ, nữ diễn viên người Anh
- 1951 – Giorgos Ninios, diễn viên người Hy Lạp
- 1955 – Penn Jillette, Magician, diễn viên hài người Mỹ
- 1956
  - Adriana Barraza, nữ diễn viên người México
  - Teena Marie, ca sĩ người Mỹ
- 1966
  - Michael Irvin, cầu thủ bóng đá người Mỹ
  - Bob Halkidis, vận động viên khúc côn cầu người Canada
  - Aasif Mandvi, Mỹ diễn viên, diễn viên hài Ấn Độ
- 1969
  - Paul Blackthorne, diễn viên người Anh
  - MC Solaar, ca sĩ nhạc rap người Pháp
- 1970 – Lisa Robin Kelly, nữ diễn viên người Mỹ
- 1971
  - Jeffrey Hammonds, vận động viên bóng chày người Mỹ
  - Yuri Lowenthal, diễn viên, tác gia, họa sĩ người Mỹ
- 1973
  - Yannis Anastasiou, cầu thủ bóng đá người Hy Lạp
  - Ryan Franklin, vận động viên bóng chày người Mỹ
- 1974
  - Jens Jeremies, cầu thủ bóng đá người Đức
  - Matt Lucas, diễn viên hài người Anh
  - Eva Mendes, nữ diễn viên người Mỹ
- 1975
  - Jolene Blalock, nữ diễn viên người Mỹ
  - Sasho Petrovski, cầu thủ bóng đá người Úc
  - Niki Taylor, người mẫu, người Mỹ
  - Luciano Burti, người đua xe người Brasil
- 1976
  - Šarūnas Jasikevičius, cầu thủ bóng rổ người Litva
  - Paul Konerko, vận động viên bóng chày người Mỹ
  - Katerina Matziou, nữ diễn viên người Hy Lạp
- 1977
  - Bryan Berard, vận động viên khúc côn cầu trên băng người Mỹ
  - Mike MacDougal, vận động viên bóng chày người Mỹ
  - Wally Szczerbiak, cầu thủ bóng rổ người Mỹ
- 1978
  - Mike Hessman, vận động viên bóng chày người Mỹ
  - Kimberly McCullough, nữ diễn viên người Mỹ
  - Papoose, ca sĩ nhạc rap người Mỹ
- 1979 – Tang Gonghong, vận động viên cử tạ người Trung Quốc
- 1981
  - Paul Martin, vận động viên khúc côn cầu trên băng người Mỹ
  - Shugo Oshinari, diễn viên người Nhật Bản
- 1982 – Daniel Carter, cầu thủ bóng bầu dục người New Zealand
- 1985 – Ken'ichi Matsuyama, diễn viên người Nhật Bản
- 1986 – Matty Fryatt, cầu thủ bóng đá người Anh
- 1987 – Anna Chakvetadze, vận động viên quần vợt người Nga
- 1988
  - Trevor Carson, cầu thủ bóng đá người Bắc Ireland
  - Bjarni Viðarsson, cầu thủ bóng đá người Iceland
- 1989 – Jake Lloyd, diễn viên người Mỹ
- 1993 – Harry Maguire, cầu thủ bóng đá người Anh
- 1997 – Safawi Rasid, cầu thủ bóng đá người Malaysia
- 1999 – Yeri, ca sĩ người Hàn Quốc (Red Velvet)
- 2003 – Nguyễn Văn Thái, Nhà sáng tạo nội dung trên Youtube Việt Nam

## Mất
- 43 – Hai Bà Trưng hi sinh oanh liệt tại Cấm Khê tức ngày 6 tháng 2 năm Quý Mão Âm lịch
- 1534 – Antonio da Correggio, họa sĩ người Ý (s. 1489)
- 1695 – Henry Wharton, nhà văn người Anh (s. 1664)
- 1716 – Tống Thị Được, tôn hiệu Hiếu Minh Hoàng hậu, chánh thất của chúa Nguyễn Phúc Chu, mẹ của chúa Nguyễn Phúc Chú (s. 1680).
- 1778 – Thomas Arne, nhà soạn nhạc người Anh (s. 1710)
- 1827
  - Pierre–Simon Laplace, nhà toán học người Pháp (s. 1749)
  - Alessandro Volta, nhà vật lý người Ý (s. 1745)
- 1849 – David Scott, họa sĩ người Scotland (s. 1806)
- 1876 – Marie d'Agoult, nhà văn người Đức (s. 1805)
- 1895
  - Nikolai Leskov, nhà văn người Nga (s. 1831)
  - Henry Rawlinson, người lính, học giả người Anh (s. 1810)
- 1903 – George Francis Robert Henderson, người lính người Anh (s. 1854)
- 1907 – Friedrich Blass, nhà học giả kinh điển người Đức (s. 1843)
- 1925 – Johan Jensen, nhà toán học người Đan Mạch (s. 1859)
- 1926 – Clément Ader, hàng không người đi đầu trong lĩnh vực người Pháp (s. 1841)
- 1927 – Franz Mertens, nhà toán học người Đức (s. 1840)
- 1929 – David Dunbar Buick, Mỹ ô tô người đi đầu trong lĩnh vực người Scotland (s. 1854)
- 1940 – Cai Yuanpei, nhà sư phạm người Trung Quốc (s. 1868)
- 1944 – Max Jacob, nhà thơ, nhà văn người Pháp (s. 1876)
- 1945 – Lena Baker, kẻ giết người người Mỹ (s. 1901)
- 1947 – Alfredo Casella, nhà soạn nhạc người Ý (s. 1883)
- 1953
  - Sergei Prokofiev, nhà soạn nhạc người Nga (s. 1891)
  - Joseph Stalin, lãnh tụ người Liên Xô người Gruzia (s. 1879)
  - Herman J. Mankiewicz, người viết kịch bản phim người Mỹ (s. 1897)
- 1955 – Antanas Merkys, tổng thống Litva (s. 1888)
- 1963
  - Patsy Cline, ca sĩ người Mỹ (s. 1932)
  - Cowboy Copas, ca sĩ người Mỹ (s. 1913)
  - Hawkshaw Hawkins, ca sĩ người Mỹ (s. 1921)
- 1965
  - Chen Cheng, chính khách người Trung Quốc (s. 1897)
  - Pepper Martin, vận động viên bóng chày người Mỹ (s. 1904)
- 1966 – Anna Akhmatova, nhà thơ người Nga (s. 1889)
- 1967 – Georges Vanier, tướng Canada thống đốc (s. 1888)
- 1974 – Billy De Wolfe, diễn viên người Mỹ (s. 1907)
- 1977 – Tom Pryce, tay đua xe Công thức 1 Wales (s. 1949)
- 1980 – Jay Silverheels, diễn viên người Canada (s. 1912)
- 1981 – Yip Harburg, nhà thơ trữ tình người Mỹ (s. 1896)
- 1982 – John Belushi, diễn viên người Mỹ (s. 1949)
- 1984
  - Tito Gobbi, ca sĩ giọng nam trung người Ý (s. 1915)
  - William Powell, diễn viên người Mỹ (s. 1892)
- 1988 – Alberto Olmedo, diễn viên hài người Argentina (s. 1933)
- 1990 – Gary Merrill, diễn viên người Mỹ (s. 1915)
- 1993 – Cyril Collard, tác gia, nhà sản xuất phim người Pháp (s. 1957)
- 1996 – Whit Bissell, diễn viên người Mỹ (s. 1909)
- 1999 – Richard Kiley, diễn viên người Mỹ (s. 1922)
- 2004 – Walt Gorney, diễn viên người Mỹ (s. 1912)
- 2023 – Vũ Linh, nghệ sĩ cải lương người Việt Nam (s. 1958)